# Jha'dur
Jha'dur es un personaje ficticio de la serie Babylon 5. Fue creado por Larry DiTillio para el episodio de la primera temporada La Muerte Errante, e interpretado por la actriz Sarah Douglas.
Jha'dhur era una Señora de la Guerra de los Dilgar, además de una eminencia en bioquímica, biogenética y diseño de armamento ciber-orgánico. Durante la Invasión Dilgar aprovechó para llevar a cabo multitud de experimentos en los prisioneros de guerra. Estos experimentos, unidos a la crueldad que demostró como militar, le granjearon el apodo de La Muerte Errante.
Tras el fin de la guerra, fue el único líder dilgar que escapó de los tribunales por crímenes de guerra, encontrando asilo entre Las Espadas del Viento, el más beligerante de los clanes de la casta guerrera Minbari, a cambio de sus servicios como experta en armamento. Inventos suyos fueron usados en la guerra de los Minbari contra la Alianza Terrestre en 2245.
Durante el tiempo que pasó entre los Minbari, Jha'dur prosiguió con sus experimentos, que culminaron con la invención de un suero que detenía el envejecimiento y prevenía las enfermedades, pero solo a costa de la vida de otro ser. En 2258, contactó con la Alianza Terrestre para ofrecerles el suero, dado que habían sido los humanos quienes habían derrotado a los Dilgar. Su plan era vengarse de la Tierra y la Liga de Mundos No Alineados haciendo que se vieran obligadas a recordar a los dilgar como aquellos que les concedieron la inmortalidad, y conduciéndolos a guerras genocidas en busca de la obtención de los ingredientes del suero.
Cuando hacía escala en la estación espacial Babylon 5, sin embargo, fue reconocida y atacada por la narn Na'Toth. La revelación de que seguía viva originó graves desencuentros diplomáticos que culminaron con un acuerdo entre la Alianza y la Liga para estudiar y producir el suero. Sin embargo, cuando partía en dirección a La Tierra, los Vorlon destruyeron su nave, eliminando así al último vestigio de los dilgar.
- Datos: Q9011730